# Деверё, Уолтер, 8-й барон Феррерс из Чартли
Уолтер Деверё (англ. Walter Devereux; приблизительно 1432, Уэбли, Херефордшир, Королевство Англия — 22 августа 1485, при Босворте, Лестершир, Королевство Англия) — английский аристократ, 8-й барон Феррерс из Чартли с 1461 года, кавалер ордена Подвязки. Получил баронский титул благодаря браку. Участвовал в Войнах Алой и Белой розы на стороне Йорков, погиб в битве при Босворте.

## Биография
Уолтер Деверё принадлежал к старинному английскому роду французского происхождения, владения которого располагались в Херефордшире, Лестершире и Линкольншире. Он был сыном и наследником сэра Уолтера Деверё и Элизабет Мербёри (дочери Джона Мербёри, верховного судьи Южного Уэльса). Уолтер-младший родился приблизительно в 1432 году, а уже в 1446 году женился на единственной дочери и наследнице 7-го барона Феррерса из Чартли. После свадьбы отец передал ему семейные владения в Линкольншире. Когда Феррерс умер, большая часть его земель перешла вдове в пожизненное владение, но часть досталась дочери; последняя вступила в свои права в 1453 году. В 1459 году, после смерти Уолтера-старшего, Деверё унаследовал оставшуюся часть родовых владений.
В это время в Англии начались войны Алой и Белой розы. Деверё, как и его отец, был сторонником Йорков. В 1456 году он помогал отцу удержать контроль над Херефордширом, в 1459 году находился в свите Ричарда Йоркского во время битвы при Ладфорд-Бридже, но после поражения и бегства герцога в Ирландию сдался на милость короля Генриха VI. Тот сохранил ему жизнь, но конфисковал все земли; годом позже Уолтеру разрешили их выкупить за 500 марок. В 1460 году, когда Йорк вернулся в Англию, Деверё снова его поддержал и получил полное помилование. В том же году он представлял Херефордшир в палате общин. 2 февраля 1461 года Уолтер, вероятно, сражался при Мортимерс-Кросс под началом Эдуарда, графа Марча, потом принял участие в его походе на Лондон. 3 марта Деверё присутствовал на совете в замке Бейнард, где было решено, что Эдуард должен стать королём.
Деверё сражался при Таутоне 29 марта 1461 года и на поле битвы был посвящён в рыцари. В дальнейшем он принял активное участие в замирении Уэльса и получил должности юстициария Херефордшира и Глостершира, которые занимал до конца жизни. Эдуард IV наградил сэра Уолтера за его заслуги титулом барона Феррерса из Чартли в своём праве (26 июля 1461 года), рядом субсидий и земельных владений, переданных в собственность или под опеку (в частности, это были земли графов Девона и Уилтшира в Мидлендсе и Валлийской марке), должностями констебля и управляющего в ряде замков, шерифа Карнарвона, главного лесничего Сноудена. Именно сэр Уолтер раскрыл заговор графа Оксфорда в 1462 году. Он участвовал в битвах при Барнете и при Тьюксбери в 1471 году, в которых Эдуард IV окончательно разгромил Ланкастеров. Он въехал в Лондон рядом с королём и был в числе лордов, поклявшихся в парламенте 3 июля 1471 года принять принца Уэльского в качестве наследника короны. В 1472 году сэр Уолтер стал рыцарем ордена Подвязки.
В 1473 году Деверё был назначен одним из наставников принца Уэльского. В 1475 году он участвовал во французской экспедиции Эдуарда IV, в 1478 году — в осуждении за измену Джорджа Кларенса. После смерти короля и отстранения от власти его сына в 1483 году, по данным некоторых источников, сэр Уолтер поддержал мятеж герцога Бекингема. Тем не менее в 1485 году барон был сторонником Ричарда III. В битве при Босворте 22 августа 1485 года, где йоркистам противостояла армия Генриха Тюдора, Деверё командовал отрядом в 20 латников и 200 лучников и погиб в схватке.

## Семья
Уолтер Деверё был женат дважды. Его первой женой стала Анна де Феррерс, дочь Уильяма де Феррерса, 7-го барона Феррерса из Чартли, и Элизабет Билнэп; второй — Джоан де Верден. В первом браке родились:
- Джон Деверё, 9-й барон Феррерс из Чартли;
- Элизабет Деверё, жена сэра Ричарда Корбета и сэра Томаса Лейтона;
- Анна, жена сэра Томаса Тиррела;
- Изабелла, жена сэра Джеймса Баскервиля;
- сэр Ричард Деверё;
- сэр Томас Деверё[10].